# Émile Faguet
Émile Faguet (La Roche-sur-Yon, 1847. december 17. – Párizs, 1916. június 7.) francia irodalomtörténész.

## Élete
Eleinte a La Rochelle-i, majd a bordeaux-i líceumban tanított; később Párizsba nevezték ki. A Revue des deux Mondes-ban kifejtett kritikai munkásságával híressé tette nevét; a Le Soleil című dramaturgiai lapot is szerkesztette. 1890-től a párizsi Faculté des lettres-en a poétika tanára volt. Írt azonkívül több irodalomtörténeti tankönyvet és számos egyéb kisebb munkát. A Revue Bleue-ben ő volt az Irodalom rovat vezetője.

## Művei
- La tragédie française au XVI-me siècle, 1555-1600 (1883)
- De Aurelii Prudentii Clementis carminibus lyricis (Bordeaux 1883)
- Les grands maîtres du XVII-e siècle (1885)
- Notes sur le théâtre contemporain (1889-90)
- Dix-huitième siècle, études littéraires (1890)

### Magyarul
- A XVIII. század. Irodalmi tanulmányok; ford. Haraszti Gyula; Akadémia, Bp., 1898 (A Magyar Tudományos Akadémia Könyvkiadó Vállalata. U. F.)
- A kontárság kultusza; ford. Szánthó Gyula; Franklin, Bp., 1919 (Kultúra és Tudomány)
- "... és a felelősségtől való rettegés". A kontárság kultuszának folytatása; ford., jegyz. Szánthó Gyula; Franklin, Bp., 1922 (Kultúra és Tudomány)
- A kontárság kultusza és a felelősségtől való rettegés, 1-2.; ford. Szánthó Gyula; Franklin, Bp., 1944 (Kultúra és Tudomány)
- A kontárság kultusza; ford. Szánthó Gyula; Kossuth, Bp., 1994